# Лавровський Михайло Леонідович

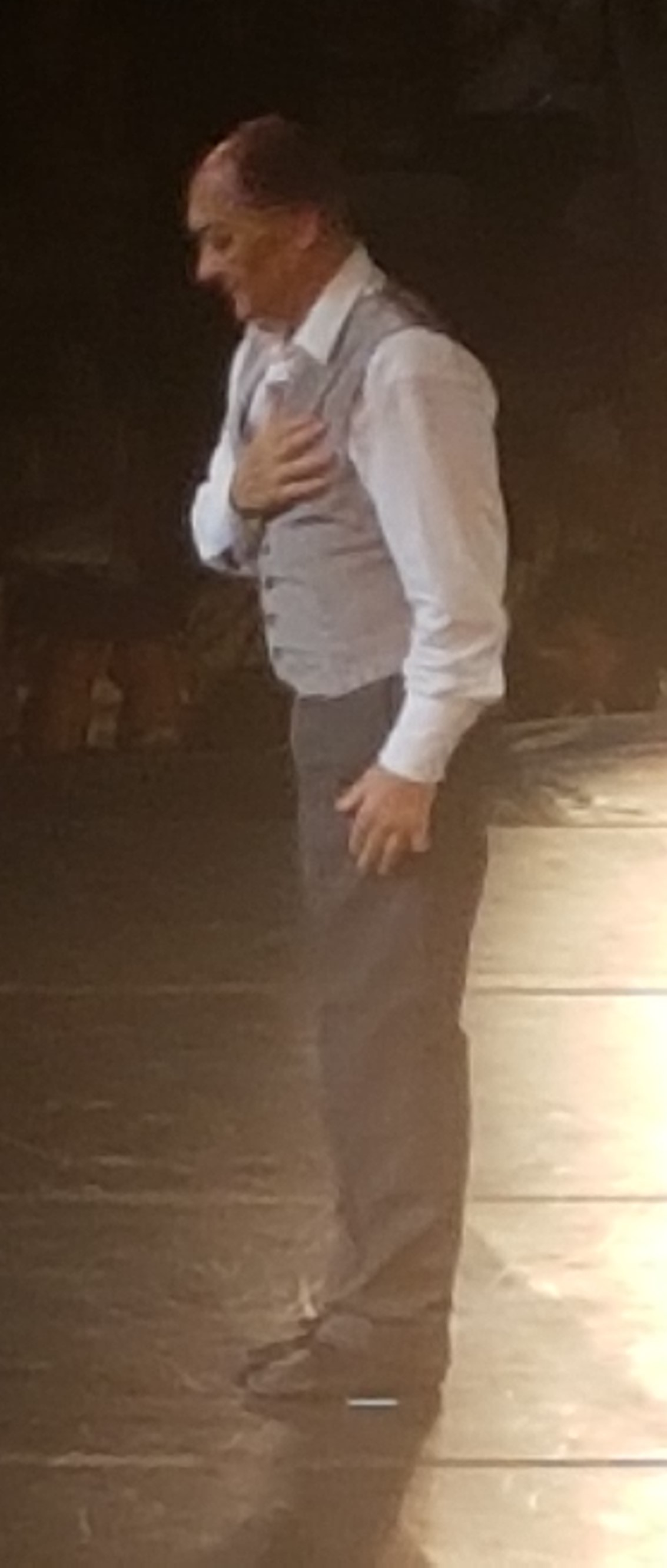
Лавровський Михайло Леонідович (2017)

Лавровський Михайло Леонідович (справжнє прізвище: Іванов; 29 жовтня 1941, Тбілісі) — радянський і російський хореограф і балетмейстер, народний артист СРСР (1976), художній керівник балету Московського академічного музичного театру імені К. С. Станіславського і В. І. Немировича-Данченко.

## Біографія
Михайло Лаврівський народився в артистичній родині. Його батько Леонід Лавровський — відомий радянський балетмейстер та хореограф, народний артист СРСР (1965).
В 1952 у Лавровський вступив до Московського хореографічного училища (Московська державна академія хореографії) при Великому театрі, навчався у педагогів О. Ходот і Н. Тарасова. Після закінчення училища в 1961 році вступив до трупи Великого театру, ставши солістом театру в 1963 році. Серед перших ролей Лавровського були партії в балетах «Сторінки життя» (1961), «Спартак» (1962), «Полум'я Парижа» Асаф 'єва (1962).
Серед найвідоміших робіт Лавровського того часу партія Альберта в балеті «Жизель» (1963), де його партнеркою стала Наталія Безсмертнова.
В 1978 Лавровський закінчив балетмейстерської факультет Державного інституту театрального мистецтва імені А. В. Луначарського. Працював у Великому театрі педагогом-балетмейстером і репетитором. Як хореограф створив кілька фільмів-балетів, у тому числі балет «Мцирі» Д. Торадзе (1977), «Прометей — поема вогню» А. Скрябіна (1981), «Хореографічні новели» на музику Баха та Ліста (1986).
З 2005 року очолює Московський академічний музичний театр імені К. С. Станіславського і В. І. Немировича-Данченко. Голова Творчої ради «Дягилевъ Центръ». У 2006 році заснував Московське державне хореографічне училище ім. Л. М. Лавровського — школу балету імені свого знаменитого батька. Михайло Лавровський входить до складу журі національної театральної премії та фестивалю «Золота маска».